# Nowa Wieś Tworoska

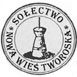
Pieczęć Nowej Wsi Tworoskiej

Nowa Wieś Tworoska (niem. Tworog-Neudorf) – wieś sołecka w Polsce położona w województwie śląskim, w powiecie tarnogórskim, w gminie Tworóg.
W latach 1975–1998 miejscowość należała administracyjnie do województwa katowickiego.
W okresie narodowego socjalizmu Niemcy zmienili w 1936 nazwę wsi na Horneck-Neudorf.